# Église Saint-Félix-et-Saint-Armengol d'Ayguatébia
Pour les articles homonymes, voir Église Saint-Félix.
L'église Saint-Félix-et-Saint-Armengol d'Ayguatébia est une église d'origine romane située dans la commune d'Ayguatébia-Talau (Pyrénées-Orientales).

## Histoire
L'église d'Ayguatébia est déjà mentionnée en 1046 (ecclesiae sancti Felicis). Elle est initialement consacrée comme église paroissiale dédiée à saint Pierre et saint Félix. Elle est très vite ré-affectée à saint Félix et saint Armengol (ecclesiae Sancti Felicis et Sancti Ermengaudi (1099) ou Sant Feliu et  Sant Ermengol en catalan). Détruite lors de l'incendie du village par les français le 7 février 1673 durant la révolte des Angelets, elle est entièrement reconstruite en 1693, la sacristie est datée de 1694 et le clocher de 1706.
L'édifice, en particulier son portail, est inscrit monument historique depuis 1967.

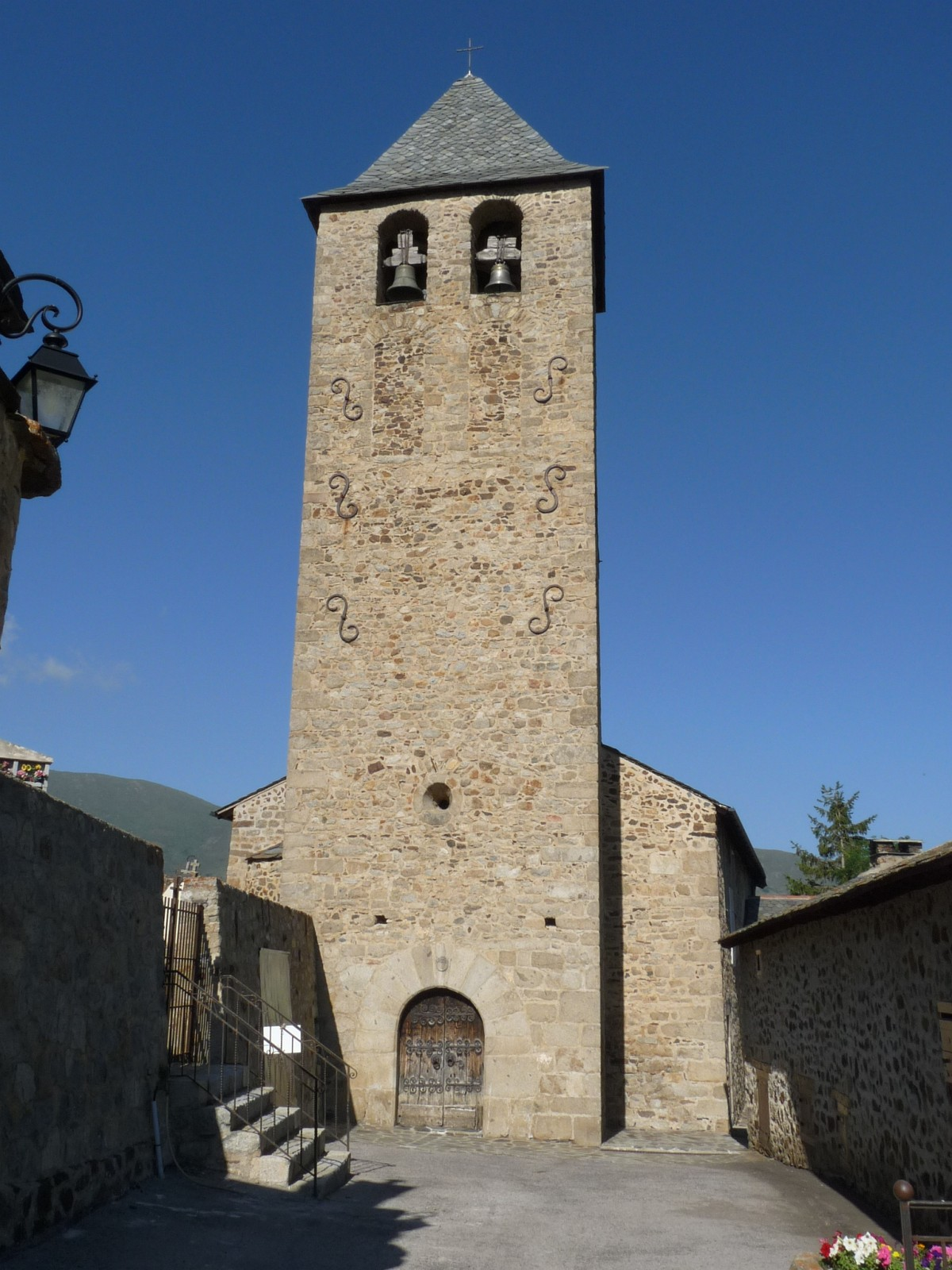
La façade et le clocher
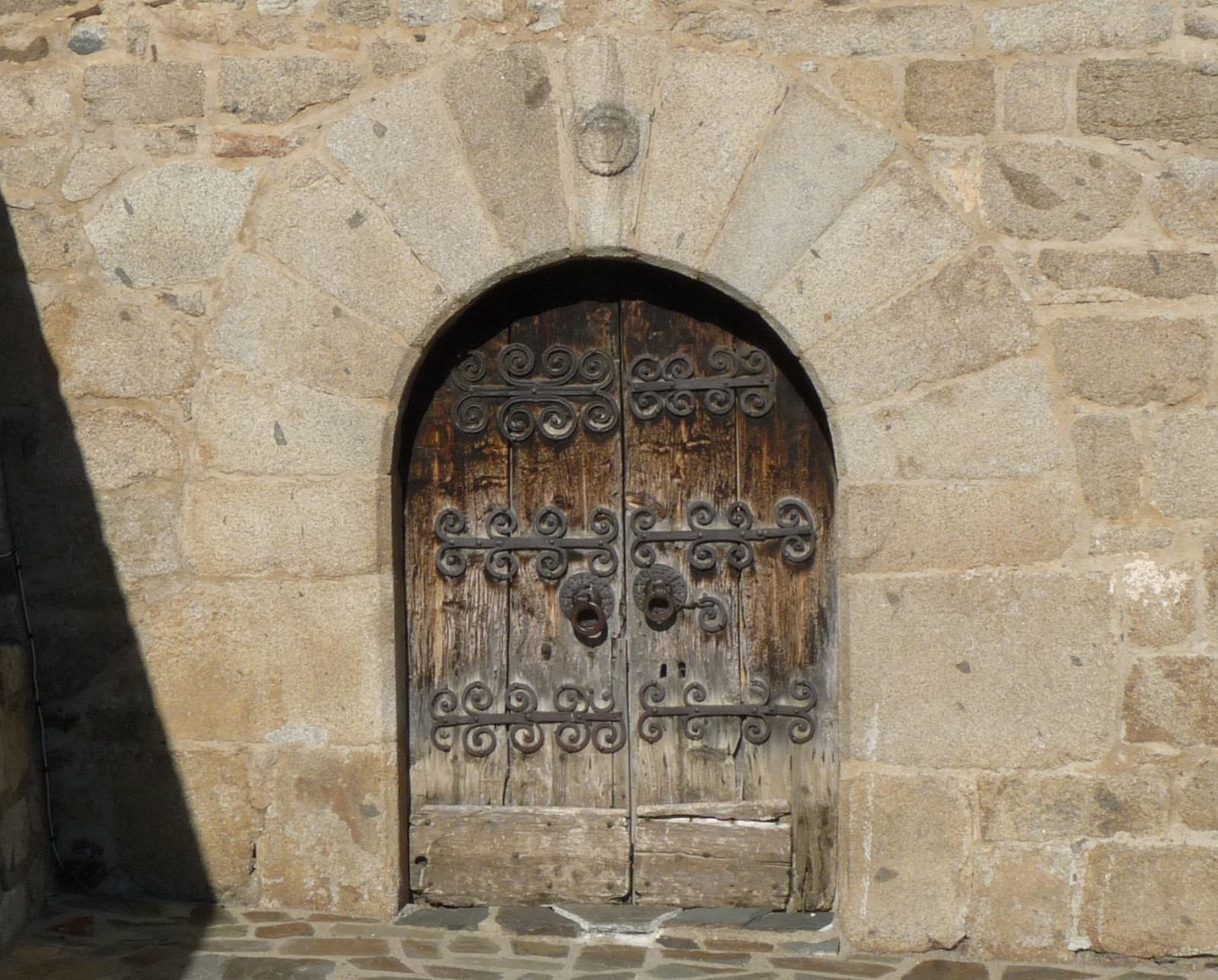
Le portail d'entrée
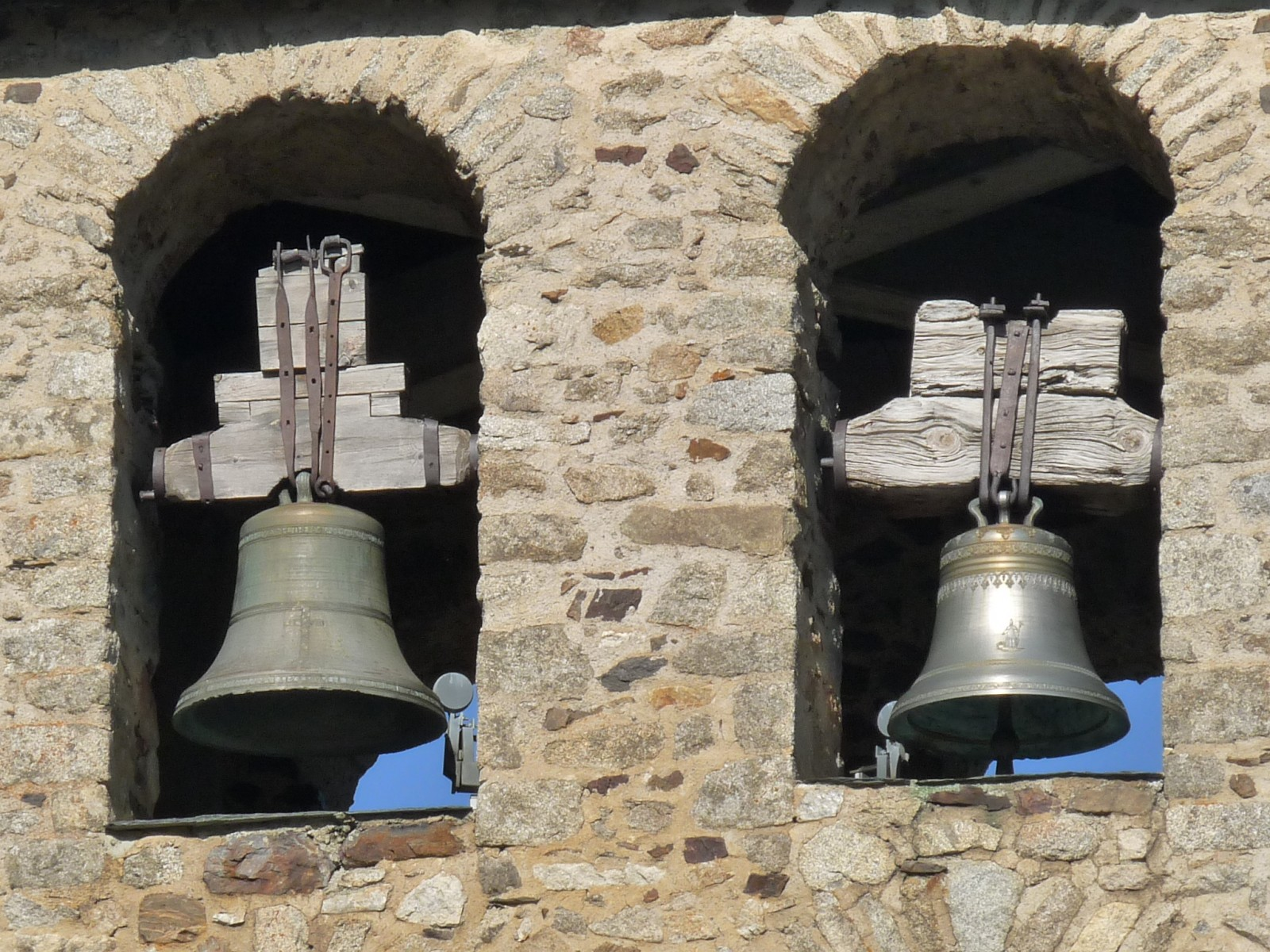
Les cloches

## Mobilier
L'église contient des retables des XVIIe et XVIIIe siècles, ainsi qu'un panneau peint du XVe siècle et représentant une Vierge allaitant.